# ممرض قانوني

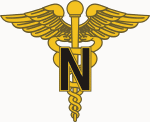
شعار التمريض في الجيش الأمريكي

ممرضة قانونية هي ممرضة تخرجت من برنامج تمريض واستوفت المتطلبات المحددة من قبل دولة أو ولاية أو مقاطعة أو جهة ترخيص مماثلة للحصول على رخصة تمريض. يتم تحديد نطاق ممارسة التمريض القانوني بموجب تشريعات، ويتم تنظيمه من قبل هيئة أو مجلس مهني.
يتم توظيف الممرضات المسجلات في مجموعة متنوعة من الإعدادات المهنية، وغالبًا ما يتخصصن في مجال الممارسة. قد يكونون مسؤولين عن الإشراف على الرعاية المقدمة من قبل العاملين الآخرين في الرعاية الصحية، بما في ذلك الممرضات الطلاب والممرضات العملي المرخص (ما عدا في كندا)، والموظفين المساعدين غير المرخص لهم، و RNS أقل خبرة.

## تاريخ
بدأ تسجيل الممرضات عن طريق مجالس التمريض أو المجالس في أوائل القرن العشرين. سجلت نيوزيلندا أول ممرضة في عام 1901 مع إنشاء قانون تسجيل الممرضات. طُلب من الممرضات إكمال ثلاث سنوات من التدريب واجتياز امتحان تديره الدولة. يضمن التسجيل درجة من الاتساق في تعليم الممرضات الجدد، وعادة ما يكون العنوان محميًا بموجب القانون. بعد عام 1905 في ولاية كاليفورنيا، على سبيل المثال، أصبح جنحة للادعاء بأنها RN بدون شهادة تسجيل.
سمحت قوانين التسجيل للسلطات بدرجة من السيطرة على من تم قبوله في المهنة. تختلف المتطلبات حسب الموقع، ولكن غالبًا ما تتضمن نصًا يقضي بضرورة أن يكون مقدم الطلب "ذا طابع أخلاقي جيد"، ويجب ألا يكون لديه ظروف عقلية أو جسدية تجعلهم غير قادرين على ممارسة مهنتهم.
نظرًا لأن التمريض أصبح مهنة دولية، حيث يسافر RNS للبحث عن عمل أو تحسين ظروف العمل والأجور، بدأت بعض البلدان في تنفيذ اختبارات اللغة الموحدة (ولا سيما نظام اختبار اللغة الإنجليزية الدولي).

## اقتصاد
اعتبارا من عام 2011، هناك 2.24 مليون ممرضة مسجلة في الصين. في عام 2014، كان لدى الولايات المتحدة حوالي 2,751,000 ممرضة مسجلة. وكندا لديها ما يزيد قليلاً عن 250,000. في الولايات المتحدة وكندا، يعمل هذا على حوالي 8 ممرضات لكل 1000 شخص. وفقا لمكتب إحصاءات العمل، من المتوقع أن تنمو وظائف التمريض المسجلة بنسبة 15% بين عامي 2016 و2026، وهو أسرع بكثير من متوسط المعدل الإجمالي. يرجع معدل النمو في الولايات المتحدة إلى عدد من الأسباب، بما في ذلك زيادة الاهتمام بالرعاية الوقائية، وزيادة الأمراض المزمنة، ومتطلبات الخدمات التي يتطلبها جيل طفرة المواليد. الممرضات المسجلات الأعلى أجرا في الولايات المتحدة في كاليفورنيا. غالبًا ما تضم مدن كاليفورنيا أعلى خمس مناطق حضرية ذات رواتب أعلى للممرضين والممرضات المسجلات في البلاد.